# NGC 7384
NGC 7384 est une étoile située dans la constellation de Pégase,. L'ingénieur irlandais Bindon Stoney a enregistré la position de celle-ci le 27 novembre 1850.

## Identification
Le catalogue RNGC ainsi que la base de données Simbad et le catalogue PGC original indentifie incorrectement NGC 7384 à la galaxie PGC 69819. La base de données  HyperLeda a corrigé cette erreur, mais pas Simbad. Puisque le RNGC était un imprimé et non une ressource hors ligne, il contient encore cette erreur. Aujourd'hui, il y a un consensus qu'il s'agit bien d'une étoile.  